# Amtsgericht Mettmann

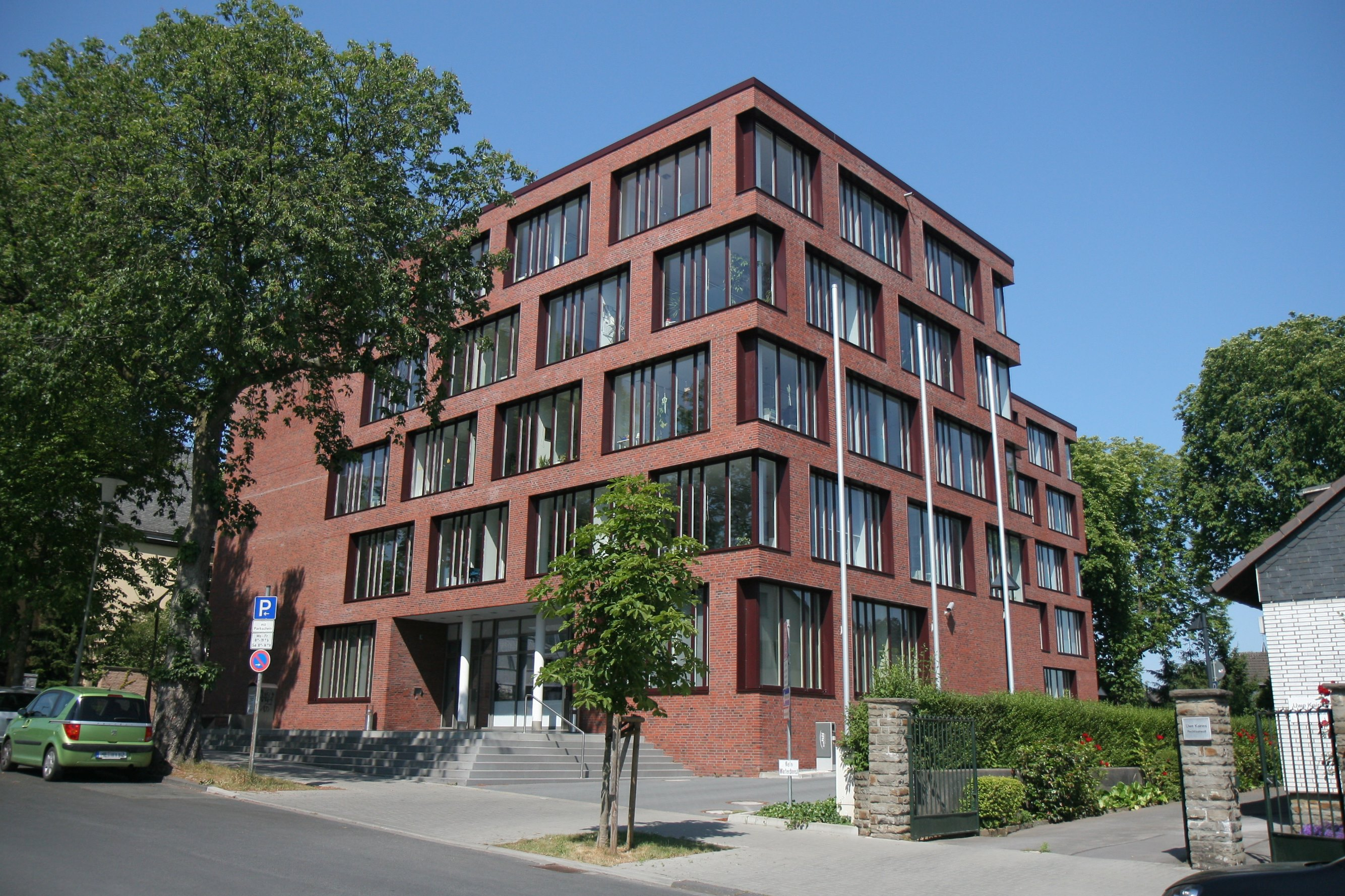
Gerichtsgebäude

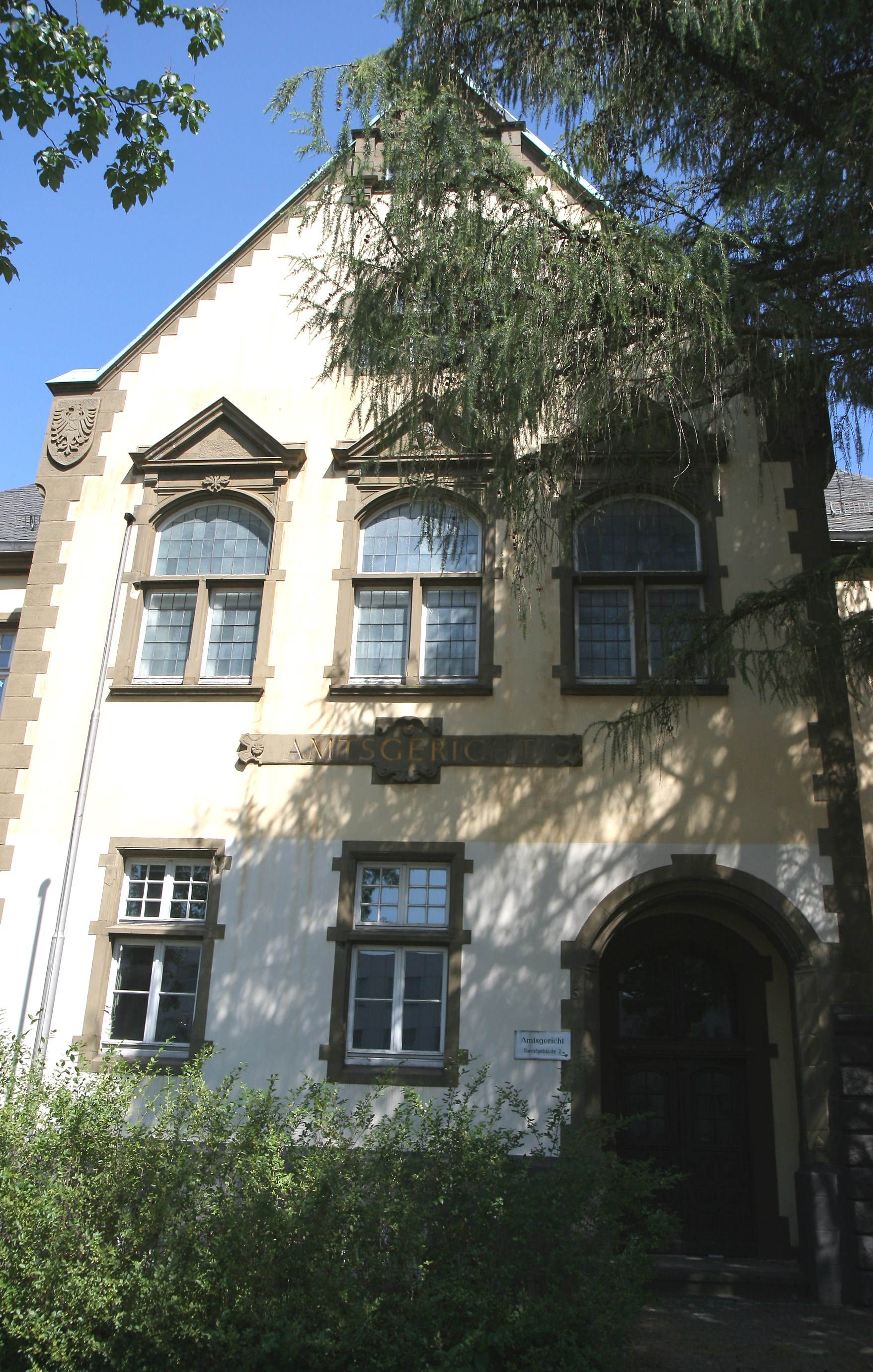
Ehemaliges Gerichtsgebäude

Das Amtsgericht Mettmann ist ein Gericht der ordentlichen Gerichtsbarkeit und eines von fünf Amtsgerichten im Bezirk des Landgerichts Wuppertal. Ferner ist das Amtsgericht Mettmann zuständiges Landwirtschaftsgericht für die Amtsgerichtsbezirke Düsseldorf, Langenfeld (Rhld.), Mettmann, Ratingen, Remscheid, Solingen, Velbert und Wuppertal.

## Gerichtssitz und -bezirk
Sitz des Gerichts ist Mettmann in Nordrhein-Westfalen. Der Gerichtsbezirk umfasst die Gemeinden Erkrath, Haan, Mettmann und Wülfrath und damit eine Fläche von ca. 126 km² mit einer Bevölkerung von ca. 134.000.

## Übergeordnete Gerichte
Dem Amtsgericht Mettmann ist das Landgericht Wuppertal übergeordnet. Zuständiges Oberlandesgericht ist das Oberlandesgericht Düsseldorf.

## Geschichte
Mit der Neuordnung der Gerichtsorganisation im Großherzogtum Berg wurde Ende 1811 das Friedensgericht Mettmann als Gericht erster Instanz eingerichtet. Es war dem Tribunal erster Instanz Düsseldorf nachgeordnet. Preußen übernahm 1814 die bergischen Gerichte. Die bisherigen Friedensgerichte blieben bestehen, die Tribunale 1. Instanz wurden in Kreisgerichte umbenannt. Das Friedensgericht Mettmann war nun dem Kreisgericht Düsseldorf zugeordnet. 1820 wurde die Gerichtsorganisation geändert. Die Kreisgerichte wurden nun zu Landgerichten. Das Friedensgericht Mettmann wurde dem Landgericht Elberfeld nachgeordnet. Im Rahmen der Reichsjustizgesetze erfolgte 1879 die Umwandlung in das Amtsgericht Mettmann.